# Amfora
 Ovo je glavno značenje pojma Amfora. Za jamu na Biokovu pogledajte Amfora (jama).
Amfora je antička keramička trbušasta posuda dugačkog i uskog vrata s dva drška i, najčešće, špicastim dnom. Rabila se za prijevoz i čuvanje vina, ulja, meda, usoljene ribe, datula, žitarica i dr. Specifični oblik nastao je prilagodbom potrebama brodskog prijevoza. Javljaju se u Grčkoj, preuzimaju ih Rimljani, a proizvode se sve do 11. st. na području Bizanta. Oblik amfora (zaobljenost, duljina vrata, izgled držača) ovisi o mjestu proizvodnje pa se razlikuju grčke (koje su i jedine ukrašavane i ponekad imaju prošireno dno na kojem mogu samosalno stajati), sjevernoafričke, španjolske, istarske, italske, rimske.
Amfore se često pronalaze prilikom podmorskih arheoloških istraživanja u svim dijelovima Jadrana i Mediterana. Na primjer, hidroarheološka zbirka u Gospinoj batariji u gradu Visu sadrži 634 amfore izronjene u uvali Vela svitinja na sjevernoj strani otoka Visa.